# Lake Malawi
Lake Malawi – czeski zespół muzyczny, założony w 2013 w Trzyńcu przez wokalistę Alberta Černego.
Nazwa zespołu inspirowana jest piosenką grupy Bon Iver „Colgary” z 2011.

## Historia zespołu
Zespół został założony jesienią 2013 przez Alberta Černego, niedługo po rozpadzie jego poprzedniej grupy muzycznej, Charlie Straight, z którym był dwukrotnie nagrodzony Europejską Nagrodą Muzyczną MTV dla najlepszego czeskiego i słowackiego wykonawcy. W 2014 wydali debiutancki singiel „Always June”, a także wystąpili na festiwalach Colours of Ostrava i Rock for People oraz podczas brytyjskiego The Great Escape Festival. W 2015 wydali debiutancką EP-kę pt. We Are Making Love Again.

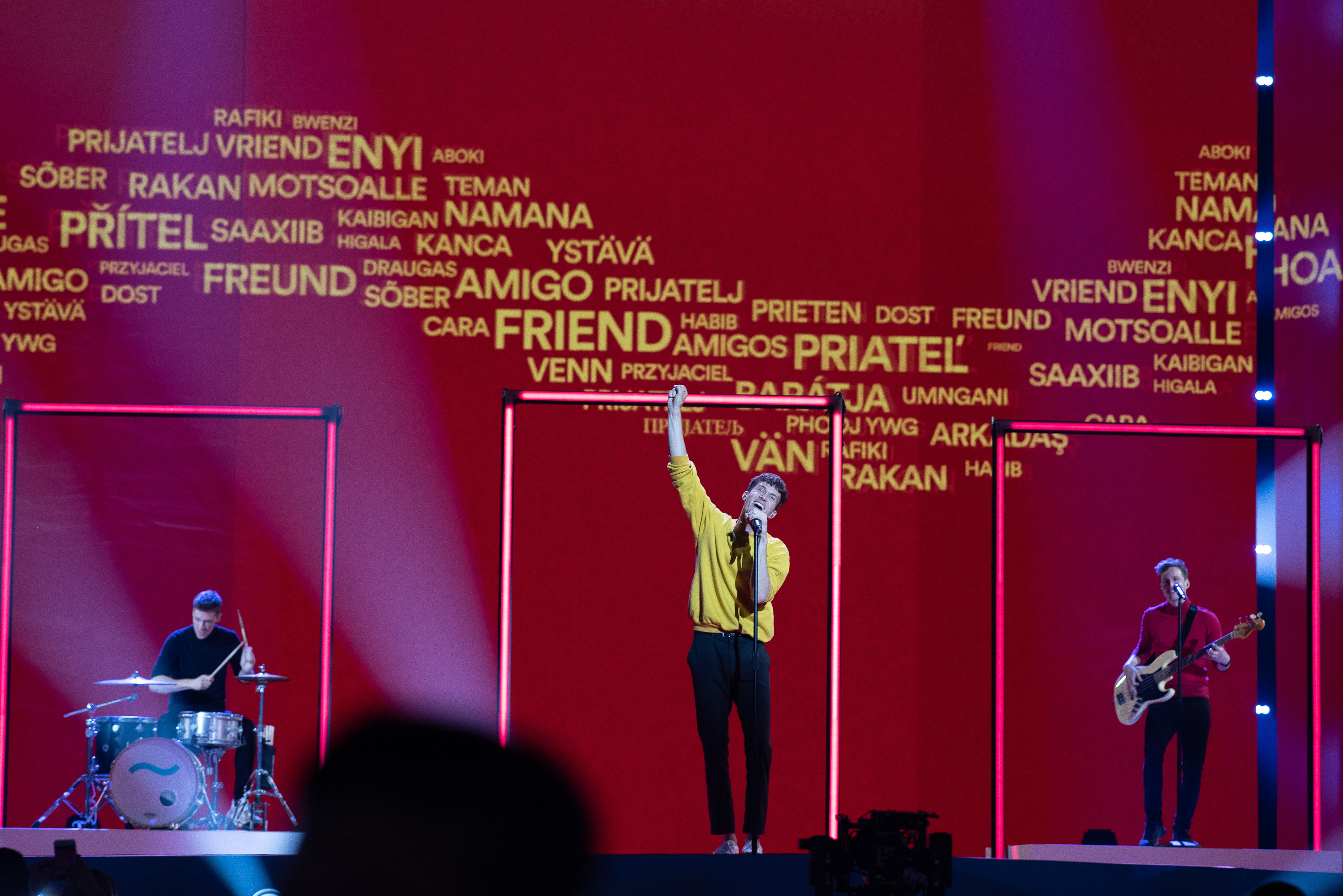
Lake Malawi podczas 64. Konkursu Piosenki Eurowizji

W 2016 skład zespołu opuścił perkusista Pavel Palát, a jego miejsce zajął Antonín Hrabal. W 2017 wydali debiutancki album studyjny pt. Surrounded by Light. Pod koniec roku grupę opuścił gitarzysta Patrick Karpentski. W styczniu 2019 zostali ogłoszeni uczestnikami czeskich eliminacji eurowizyjnych, do których zgłosili się z piosenką „Friend of a Friend”. 28 stycznia wygrali w finale selekcji, zostając reprezentantami Czech w 64. Konkursie Piosenki Eurowizji w Tel Awiwie. 14 maja wystąpili z numerem szóstym w pierwszym półfinale konkursu i z drugiego miejsca zakwalifikowali się do finału, który został rozegrany 18 maja. Wystąpili w nim z trzecim numerem startowym i zajęli 11. miejsce po zdobyciu 157 punktów, w tym 7 pkt od telewidzów (24. miejsce) i 150 pkt od jurorów (8. miejsce). W sierpniu 2019 wystąpili z utworem „Friend of a Friend” na festiwalu Top of the Top w Sopocie.
W styczniu 2020 Černý wziął udział w programie Szansa na sukces. Eurowizja 2020, wyłaniającym reprezentanta Polski w 65. Konkursie Piosenki Eurowizji, w którym dzięki wykonaniu coveru piosenki „Please Please Me" zespołu The Beatles doszedł do finału i zajął w nim drugie miejsce, zdobywszy 6 pkt w głosowaniu jurorów i telewidzów. W kwietniu tego samego roku wystąpili w projekcie Eurovision Home Concerts, w którym wykonali utwór „Friend of a Friend” i cover kompozycji „Say Na Na Na” Serhata. 28 czerwca utwór „Lucy” został wybrany przez członków polskiej organizacji OGAE jako swój reprezentant w konkursie drugiej szansy, w którym to  biorą udział utwory, które nie wygrały swoich selekcji.

## Dyskografia
Albumy studyjne
- Surrounded by Light (2017)

Minialbumy (EP)
- We Are Making Love Again (2015)

Single
| „Always June”                                                        | 2014 | 34 | —                        |
| „Chinese Trees”                                                      | 2014 | 25 | We Are Making Love Again |
| „Aubrey”                                                             | 2015 | —  | We Are Making Love Again |
| „Young Blood”                                                        | 2015 | —  | We Are Making Love Again |
| „We Are Making Love Again”                                           | 2016 | 43 | We Are Making Love Again |
| „Prague (In the City)”                                               | 2017 | —  | Surrounded by Light      |
| „Surrounded by Light”                                                | 2017 | 64 | Surrounded by Light      |
| „Not My Street”                                                      | 2017 | —  | —                        |
| „Bottom of the Jungle”                                               | 2017 | —  | Surrounded by Light      |
| „Paris”                                                              | 2017 | 85 | Surrounded by Light      |
| „Spaced Out”                                                         | 2018 | —  | Surrounded by Light      |
| „Friend of a Friend”                                                 | 2019 | —  | —                        |
| „Stuck In The 80's”                                                  | 2019 | 85 | —                        |
| „Lucy”                                                               | 2020 | —  | —                        |
| „—” oznacza, że utwór nie został wydany na żadnym albumie lub EP'ce. |      |    |                          |